# Анеран
Анеран (пехл. 𐭠𐭭𐭩𐭥𐭠𐭭 Anērān; перс. انیران‎ Anīrân) — этнолингвистический термин, обозначающий «неиранский» или «неиран» (неарийский). Таким образом, в общем смысле «Аниран» означает земли, на которых не говорят на иранских языках. В уничижительном смысле это означает «политического и религиозного врага Ирана и зороастризма».
Термин «Аниран» происходит от среднеперсидского anērān, антонима ērān, который, в свою очередь, обозначал либо народ, либо Сасанидскую империю. Однако «в зороастрийской литературе и, возможно, в сасанидской политической мысли, этот термин также имеет ярко выраженный религиозный оттенок. Человек анер не только неиранец, но и определённо не зороастрийец; анер также обозначает поклонников дев или приверженцы других религий». В этих текстах IX—XII веков «арабы и тюрки называются анер, как и все мусульмане, причем последние скрыто».

## В надписях
В официальном употреблении этот термин впервые засвидетельствован в надписях Шапура I (годы правления 241—272), который именовал себя «царем царей Эрана и Анерана». Претензия Шапура на Анерана отражала победы шахиншаха над Валерианом I и Филиппом и ставила претензию против Римской империи, врагов государства Сасанидов. Это также отражено в надписи Шапура I в Кааба Зороастра, где шахиншах включает Сирию, Каппадокию и Киликию — все три ранее захваченные у римлян — в свой список территорий Анерана. Провозглашение «царем царей Эрана и Анерана» оставалось основным эпитетом последующих династий Сасанидов. Через тридцать лет после Шапура зороастрийский верховный жрец Картир включил Кавказ и Марзпанство Армении в свой список территорий Анерана. В этом отношении надпись Картира (также в Кааба Зороастра) противоречит надписи Шапура, который включил те же две области в свой список областей Эрана.

## В описаниях и в фольклоре
В зороастрийских текстах IX—XII веков легендарный туранский царь и военачальник Афрасиаб (вместе с Дахагом и Александром Великим) является самым ненавистным существом, которое Ариман (авестийский Ангра-Майнью) настраивал против иранцев (Занд-и Вахман ясн 7.32; Меног-и Храд 8.29). В «Шахнаме» поэт опирается на зороастрийские писания (с должной атрибуцией) и сохраняет ассоциацию анерана с туранцами. С точки зрения дома Фирдоуси в Хорасане, эта идентификация совпадает с авестийским представлением (например, Вендидад 7.2, 19.1) о том, что земли Ангра-Майнью (среднеперсидский: Ахриман) лежат на севере, однако расходятся относительно деталей. В Авесте Согд (авест. Suγda; (современные Согдийская и Самаркандская области) не является Анераном — Согд — одна из шестнадцати земель, созданных Маздой, а не одна из земель Ангра-Майнью. Тем не менее, для Фирдоуси разделение между Эраном и Анераном столь же жесткое, как и в Авесте: когда изначальный царь Ферейдун (авест. Θraētaona) делит свое царство — весь мир — между своими тремя сыновьями, он передает семитские земли в к западу от старшего, земли на севере до его среднего сына Тура (авестийский Турья, отсюда и название «туранский»), а от Эрана — до его младшего (Шахнаме 1.189 [4]). В рассказе это раздел приводит к семейной вражде, в которой союз двух старших сыновей (которые правят землями Анерани) сражаются с силами младшего (иранцами). Иранцы в итоге побеждают Для Фирдоуси туранцы / анеранцы (часто используемые как синонимы), несомненно, являются злодеями мира. Их конфликт с иранцами является основной темой Шахнаме и составляет более половины текста. Смерть героев и других достойных восхищения людей часто приписывают туранцам. Таким образом, Шахнаме говорит, что туранский налетчик по имени Тур-Баратур убил 77-летнего Зороастра в Балхе.